# Francesco Del Grosso
Francesco Del Grosso (28 de setembro de 1899 — 22 de julho de 1938) foi um ciclista italiano. Competiu pela Itália em dois eventos nos Jogos Olímpicos de Paris 1924. Ele foi morto lutando pela facção nacionalista durante a Guerra Civil Espanhola.